# Ялина Енгельмана
Ялина Енгельмана (Picea engelmannii) — вид роду ялина родини соснових.

## Поширення, екологія
Країни поширення: Канада (Альберта, Британська Колумбія); Мексика (Чіуауа, Нуево-Леон); США ( штати Аризона, Каліфорнія, Колорадо, Айдаго, Монтана, Невада, Нью-Мексико, Орегон, Техас, Юта, Вашингтон, Вайомінг). Поширена в Скелястих горах, від 600 до 3700(4000) м над рівнем моря, верхня межа поступово зростає з півночі на південь. Росте на різних гірських ґрунтах, як вапняних, так і не вапняних. Клімат холодний і вологий (опадів понад 600 мм на рік), з довгими, сніжними зимами та коротким прохолодним літом. Вид формує великі чисті ліси або мішані хвойні ліси, з Abies lasiocarpa, Pinus, Pseudotsuga menziesii, Larix occidentalis, Picea glauca. У Мексиці підвид Picea engelmannii mexicana обмежується великою висотою, північних схилів і ярів на вапнякових горах.
В Україні вид культивують у ботанічних садах та парках.

## Опис

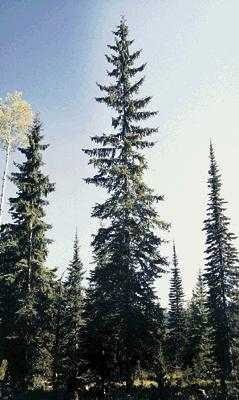
Дерево

Це дерева до 45 м, рідко до 60 м; Стовбур до 1,2 м, рідко 2 м завтовшки; крона вузько конічна. Кора від сірого до червонувато-коричневого кольору. Гілки розростаються горизонтально. Бруньки оранжево-коричневі, 3–6 мм, верховіття округле. Листя голкоподібне (хвоя) 1.6–3(3.5) см довжиною, жорсткі, синьо-зелені, вершини загострені. Шишки фіолетового або темно-фіолетового кольору, після дозрівання буро-коричневі, 3–7(8) см довжиною і 1,5 см в ширину, коли закриті, відкриті — 3 см. Насіння чорне, 2–3 мм завдовжки, з тонкими, 5–8 мм довжиною блідо-коричневими крилами. 2n = 24.
Дерево FCC 23 в центральній частині штату Колорадо має вік 911 років (Brown et al. 1995).

## Використання
Є важливим джерелом деревини з високим потенціалом врожайності, особливо у керованих деревостоях в межах природного ареалу. Вузлувата деревина не дуже високого класу, проте все частіше використовуються для будівництва будинків, столярних виробів, меблів, фанери, і музичних інструментів (фортепіано, скрипка). Використовується в целюлозно-лісовій промисловості, особливо в західній частині Канади. Цей вид рідко саджають як декоративний, хоча він добре росте навіть на бідних ґрунтах. Підвид mexicana рідко зустрічається у вирощуванні.

## Загрози та охорона
Великомасштабна вирубка цього виду в Канаді та деяких північно-західних частинах США, можливо, скоротила кількість ялин у деяких районах у порівнянні з минулим, але ефективне вирощування, що відтепер є звичайною практикою лісового господарства, сприяє регенерації. Величезний ареал і чисельність хвойних, особливо в Північних Скелястих горах зменшують вплив таких явищ, як непередбачений наступ неналежних суцільних рубок, комах-шкідників та пожеж. Вид присутній у багатьох охоронних територіях, в тому числі у відомих національних парках США та Канаді. Мексиканський підвид погано представлений в охоронних районах.